# Aeroportul Elk City Regional Business
Aeroportul Elk City Regional Business (IATA: ELK, ICAO: KELK, FAA LID: ELK) este un aeroport din Oklahoma, Statele Unite ale Americii ce deservește zona Elk City⁠(d). A fost numit după zona deservită.
Situat la o altitudine de 614 m, aeroportul dispune de 1 pistă.

## Infrastructură

### Piste
Aeroportul dispune de o singură pistă. Pista 17/35 are suprafața de beton și dimensiunile 5.399 picioare × 75 picioare. 